# Remaufens
Remaufens is een gemeente en plaats in het Zwitserse kanton Fribourg, en maakt deel uit van het district Veveyse.
Remaufens telt 806 inwoners.